# Гибель армавирского спецназа
Гибель Армавирского спецназа — эпизод спецоперации по отражению вторжения боевиков в Дагестан в 1999 г., произошедший в Новолакском районе Дагестана 10 — 11 сентября 1999 г. В ходе боя за высоту 715,3 («Телевышка») 15 отряд спецназа «Вятич» Северо-Кавказского округа ВВ МВД подвергся атакам боевиков и авиаударам ВВС России, в результате чего понёс большие потери.

## Бой на высоте 715,3
В начале сентября 1999 г. 15-й отряд специального назначения «Вятич» СКО ВВ МВД РФ (в/ч 6761), известный также как «Армавирский спецназ», был направлен в Дагестан и вошёл в состав объединённой группировки войск на Северном Кавказе. Должность командующего группировкой занимал генерал-полковник В. Г. Казанцев, должность заместителя по внутренним войскам — генерал-майор Н. А. Черкашенко.

### Подготовка к операции
8 сентября 1999 года командующий Казанцев отдал генералу Черкашенко приказ разработать план операции по захвату господствующей высоты 715,3, известной как «телевышка». Эта высота с установленным на ней телевизионным ретранслятором господствует почти над всем Новолакским районом. Задачу — пройти в тыл боевиков, захватить высоту и удерживать до подхода подкрепления — поставили армавирскому спецназу.
9 сентября 1999 года Черкашенко представил разработанный план на утверждение Казанцеву, поясняя, что все отданные распоряжения выполнены. При этом Черкашенко знал, что аккумуляторы средств связи бойцов заряжены не полностью, а закрытых средств связи у отряда нет. По данным начальника разведки тактической группировки полковника Григория Терентьева, в районе высоты 715,3 была сосредоточена группа боевиков в 40—50 человек, на деле же боевиков оказалось в несколько раз больше.
«Выдвижение продумали досконально и до мелочей все согласовали. Дорогу решено было разбить на несколько участков. Когда мы подходим к первому, вызываем неподвижный заградительный огонь на этот участок местности. Когда подходим ко второму — на второй. И так далее. Расстояние до взрывов метров сто пятьдесят — двести. Пока боевики ночью после взрыва начнут не только видеть, но и соображать, группа уже растворится в темноте. А чтобы группы не сбились с направления, артиллеристы изредка на гору осветительные мины кидали.»

### Занятие высоты 715,3
В 0 часов 40 минут штурмовые группы отряда начали выход к ретранслятору, до которого было 6 км по прямой. За час до выхода начался ливень. К утру дождь кончился, и спецназовцы, подойдя к подножию высоты, залегли в посадках кукурузы. Дали сигнал артиллеристам, чтобы они отработали по высоте на поражение. Чтобы подняться на высоту, было решено зайти со стороны Новолакского. Спецназ шёл колоннами, не особо торопясь, делая ставку на то, что засевшие на склонах боевики примут их за своих. Наверху заметили движение, но не среагировали — приняли за подкрепление. Боевиков ввело в заблуждение то, что армавирские спецназовцы шли открыто и со стороны тыла. Когда боевики поняли свою ошибку, спецназовцы уже успели занять вершину и организовали круговую оборону.
Отряд спецназа блестяще справился с поставленной задачей. В 6 утра майор Яшин вышел в эфир, доложил, что заняли ретранслятор. Все целы. Как и было оговорено, обозначили себя ракетой. Черкашенко услышал по рации последний спокойный доклад майора Яшина и передал информацию командующему Казанцеву — командующий тут же уехал. Поняв, что высота взята, он ничем больше не интересовался и не появлялся на командном пункте до 8.40.

### Контратака боевиков
Обнаружив у себя в тылу на господствующей высоте внутренние войска МВД России, боевики попытались вернуть телевышку, но их атака была отбита. Отойдя, боевики начали стягивать подкрепления к высоте 715,3. По оценкам спецназовцев, против них было сосредоточено до 500 боевиков. Боевики заняли соседнюю высоту, находящуюся в 200 м от высоты 715,3, и начали оттуда вести огонь по бойцам армавирского спецназа. В результате штурмовая группа под командованием ст. лейтенанта Богданченко была вынуждена атаковать соседнюю высоту. Под прикрытием огня основного отряда с ретранслятора группе Богданченко удалось выбить боевиков с соседней высоты, однако ваххабиты предприняли контратаку превосходящими силами. Понеся потери, штурмовая группа была вынуждена покинуть высоту. Тяжело раненый ст. лейтенант Богданченко и старшина Лихачёв остались прикрывать отход группы. После подхода подкреплений от основной группы, находившейся на высоте 715,3, ст. лейтенант Богданченко был эвакуирован с удерживаемых им позиций, но при эвакуации скончался от полученных ранений. Указом Президента Российской Федерации от 12 ноября 1999 года за «мужество и героизм, проявленные при исполнении воинского долга в Северо-Кавказском регионе» старший лейтенант Сергей Богданченко посмертно был удостоен высокого звания Героя Российской Федерации. В это же время совершил свой подвиг снайпер 15-го ОСН Герой России Олег Проценко: «Подтягивая к высоте подкрепление, бандиты решили обойти обороняющееся подразделение. Олег сменил позицию и открыл огонь по обходящей высоту вражеской группе. Противостояние нарастало. Ваххабиты сосредоточили огонь по позиции снайпера. Олег получив тяжёлое ранение в ногу, не сменил позиции и продолжал вести огонь по наседавшим боевикам, тем самым дал возможность оставшимся ребятам отойти, чем сохранил им жизнь. Когда закончились патроны, Олег двумя гранатами отразил последнюю атаку, а последней, подпустив боевиков вплотную, подорвал себя вместе с ними.» Указом Президента РФ от 30 декабря 1999 г. Олегу Проценко присвоено звание Герой России.

### Ошибка полковника Терентьева и гибель подкрепления
На равнине в это время для развития успеха Армавирского спецназа в направлении горы с ретранслятором выдвинулась колонна бронетехники федеральных войск. Колонну ВВ МВД вёл на помощь Армавирскому спецназу сам начальник разведки тактической группировки полковник Григорий Терентьев. Однако колонна по какой-то причине начала движение к горе не в боевом, а в походном порядке, и была уничтожена из засады боевиками. Погибли 14 бойцов ВВ МВД, многие были ранены, в том числе и полковник Терентьев. Федеральная группировка потеряла 4 БМП и 5 БТР.
«Окопы, вырытые боевиками, образовывали вокруг дороги своеобразный мешок, куда и вошла эта колонна. А кустарник вокруг дороги плотной стеной стоял, за ним ничего не было видно. Когда до подножия горы оставалось километр-полтора и ленточка из машин полностью вошла в этот мешок, „духи“ начали её расстрел. Сначала сожгли БМПэшки. Они там четырьмя факелами загорелись. А потом боевики и до грузовых машин с БТРами добрались. Раздолбили на удивление быстро. Мы уж и вертолёты наводили дымами, обозначали позиции „духов“ трассёрами. Ничего не помогало. В результате — два километра сплошного факела вместо обещанной помощи. Сколько людей там полегло!»
Когда колонна федеральных сил попала в засаду, раненый начальник разведки группировки Г. Терентьев вызвал резерв отряда. Четырнадцать спецназовцев на двух БТРах без промедления бросились к месту боя, надеясь разблокировать колонну, которая должна была дойти до основных сил отряда. Из четырнадцати на базу не вернулся никто: двенадцать погибли, двоих отправили в госпитали с тяжёлыми ранениями.

### Приказ об отступлении
После разгрома колонны ваххабиты сосредоточили всё своё внимание на высоте 715,3. Примерно двадцатью минутами позже у подножия горы, в лесополосе, дозор разведвзвода начал отстреливаться от наступающих вверх по склону врагов. Чуть позже боевики возобновили обстрел ретранслятора с соседней вершины. Командир отряда майор Юрий Яшин доложил обстановку. Генерал Черкашенко в ответ приказал майору Яшину оставить высоту и отходить. «Тем самым генерал Черкашенко в нарушение Боевого Устава Сухопутных войск и Наставления по службе оперативных штабов, не владея в полном объёме сложившейся на высоте ситуацией, ложно понимая крайнюю необходимость, изменил порядок проведения всей операции».

Вспоминает участник боя:
"Мы им коррективы даем, аккумуляторы на радиостанциях на последнем издыхании работают, а в ответ команда поступает: «Отходите! На вас идут пятьсот человек.» Первая реакция — шок. Куда отходить? Как отходить? Ведь не только все дороги перекрыты, на каждой тропке — засада. Боевиков вокруг — десятки, если не сотни. Лупим по ним изо всех стволов, а их все больше кажется. О том, чтобы вернуться по той тропе, по которой выдвигались, и думать нечего. Руководителей спрашиваем: «Как выходить-то? Объясните, вам из тыла видней, но учтите, что мы уже окружены! Да и боеприпасы заканчиваются». Ответ шокировал: «Прорывайтесь с боем!»
По версии журналиста Анны Политковской, майор Яшин сам запросил разрешения на отход:
В 8.30 Яшин прокричал Черкашенко, что осталось по одному магазину патронов на брата и, значит, надо уходить. Черкашенко согласился. В 8.40 на КП наконец влетел Казанцев… Он не понимает: зачем Яшину отходить? Он недоволен Черкашенко: был приказ «держать высоту», пусть стоят… «До конца?» — «До конца».
В это время начался артиллерийский обстрел высоты 715,3, занятой армавирским спецназом, российской артиллерией.

### «Дружественный огонь» по спецназу
Согласно официальной версии произошедшего далее, при отходе с высоты отряд разделился на две группы: одну командир отряда майор Яшин повёл сам, другую — подполковник (в то время — майор) Гадушкин. Одна группа в 55 человек, которую возглавил командир отряда, взяла раненых, оставила часть боеприпасов и ушла сразу, а вторую под руководством подполковника Виктора Гадушкина оставили на прикрытие отхода. Около 11 утра первая группа начала медленный спуск по склону горы. Через полчаса начала спуск и вторая группа. И тут недозаряженные аккумуляторы средств связи у спецназовцев «сели», связь с отрядом была полностью потеряна. Таким образом, спецназовцы не могли сообщить, что при отходе с высоты их отряд встретил ожесточённое сопротивление боевиков и залёг на склонах высоты, ожидая благоприятного момента для выхода из окружения. Генерал же Черкашенко предположил, что по расчётному времени отряд уже вышел к подножию высоты. Попытками проверить это себя никто не затруднил. Согласно «плану» по склонам, на которых залегли спецназовцы, стали наноситься ракетно-бомбовые удары российской штурмовой авиации. В результате 9 спецназовцев погибло на склонах высоты, ещё 23 получили ранения.
Однако командир отряда подполковник (на момент событий — майор) Юрий Яшин в интервью газете «Аргументы и факты» совсем по-другому описал события на высоте 715,3:
«Боевики, видимо, сканируя радиоэфир, обнаружили частоту отряда, вышли на неё и, прикрываясь выдуманными, неизвестными никому позывными, запросили у отряда его координаты. Отряд молчал. И тогда неизвестные запросили координаты отряда у штаба. И штаб им ответил. Скоро в небе появился штурмовик Су-25 российских ВВС и дал залп по позициям российского же отряда. Тщетно командир запрашивал у штаба „вертушки“, чтобы эвакуировать отряд с высоты. Штаб приказал выставить сигнальные дымы и ждать. И дождались. Прилетевшие боевые вертолёты вдруг начали утюжить ракетами позиции спецназовцев. От первого же залпа погибли семь человек. На зелёные ракеты и вопль в радиоэфире: „Что вы делаете?! Своих мочите!!!“ — их попросили уточнить координаты. Они уточнили, и „вертушка“, теперь уже на бреющем полёте, стала расстреливать их из пушек и пулемётов. Остатки отряда были вынуждены скатиться вниз, в „зелёнку“.» (Газета «Аргументы и факты», № 41, 1999 г.)
Версия журналиста Анны Политковской, основанная на опросе участников и очевидцев, частично подтверждает слова командира Армавирского спецназа:
«А Казанцев, всё понимая и всё наблюдая (он находится на полевом наблюдательном пункте, в непосредственной близости к театру военных действий!), даёт приказ бомбить эти самые склоны… Почему? Потому что есть утверждённый план и установленные сроки разгрома боевиков на высоте. Примерно в 15 часов над группой Яшина зависают два штурмовых Су-25 из Будённовского авиаполка (в/ч 11580) и наносят прицельный бомбовый удар. Авианаводчиком, по требованию Казанцева, выступает лично командующий 4-й армией ВВС и ПВО генерал-лейтенант Валерий Горбенко. Повторю: в этот момент оба „полководца“ стоят на полевом наблюдательном пункте и видят собственными глазами, как отряд Яшина вырывается из окружения: кто по кому стреляет, как на склонах запускают сигнальные ракеты, определяя место, куда бомбить не надо…»

### Отступление
Первый отряд, выносящий раненых с высоты 715,3, после авиаудара по нему со стороны своей авиации понёс тяжёлые потери. В том числе был тяжело ранен командир отряда майор Яшин. Спецназовцы рассчитывали укрыться в окружающем гору лесу, но попали под кинжальный огонь уже ожидающих их боевиков. Бойцы сражались, понимая, что, вероятно, это их последний бой — боевики были везде. Отряд рассеяли и частично уничтожили. Старший лейтенант Александр Ковалёв, прикрывая подчинённых, почти час вёл неравный бой с бандитами. Когда закончились патроны, Ковалёв не сдался в плен — он подорвал себя вместе с боевиками последней гранатой. Указом Президента России от 30 декабря 1999 г. ст. лейтенанту Ковалёву присвоено звание Герой России. Остатки отряда вышли в расположение 119-го парашютно-десантного полка тульской дивизии ВДВ. Десантники помогали спецназовцам ВВ МВД выносить раненых и убитых солдат. В поисках тел погибших спецназовцев десантники доходили и до горы, на которой стоял ретранслятор.
Второй отряд подполковника (в то время — майора) Виктора Гадушкина, обеспечив прикрытие первого отряда с ранеными, уходил с высоты другой тропой, уводя за собой часть боевиков. Выйдя к тыловым позициям ваххабитов, вторая группа вынуждена была принять бой в «зелёнке» с превосходящим по численности противником. В ходе боя группа Гадушкина с потерями смогла вырваться из окружения и выйти к позициям наро-фоминского полка ВДВ.
К своим выжившие бойцы разбитого отряда майора Яшина выходили ещё несколько суток подряд. Все тела убитых спецназовцев смогли эвакуировать лишь после освобождения района ретранслятора от боевиков. На высоте 715,3 были обнаружены обезображенные трупы российских солдат. Вероятнее всего, боевики добивали раненых и глумились над трупами спецназовцев.

## Потери
Общие потери боя за высоту 715,3, согласно материалам уголовного дела № 14/00/0018-99д, которое вела военная прокуратура СКВО, составили 80 человек убитыми. Потери 15-го ОСН ВВ МВД «Вятич» составили 36 убитыми и 78 ранеными, в том числе от огня российской авиации — от 9 до 11 убитыми и 23 ранеными.
Точные потери боевиков неизвестны. По некоторым оценкам, они составили от 50 до 70 человек.

## Расследование произошедшего
В сентябре 1999 года во многих средствах массовой информации вышли публикации о бое за высоту 715,3. Для них была характерна одна черта — они создавались из коротких рассказов раненых спецназовцев и поэтому были не совсем точны. В сложившейся тогда ситуации руководители операций не думали об общении с прессой.
«Из эмоциональных рассказов раненых солдат и офицеров, с которыми пообщались журналисты, люди узнали, что в Дагестане произошло самое страшное: из-за головотяпства руководителей свои убивали своих.»

### Судебные разбирательства
Военная прокуратура Северо-Кавказского военного округа возбудила уголовное дело по факту гибели Армавирского отряда спецназа ОСН-15. 3 октября 2000 года уголовные дела в отношении генерал-полковника Казанцева, генерал-лейтенанта Горбенко, подполковника Яшина, генерал-майоров Терентьева и Тимченко (начштаба при Казанцеве) были прекращены. Всю вину за случившееся возложили на генерал-майора Николая Черкашенко. На следствии Черкашенко признал себя виновным в том, что не проверил рации, и в том, что не нашёл Казанцева сразу, как Яшин попросил приказа отходить. Черкашенко, разработавший план той боевой операции, был признан виновным по ст. 293 УК РФ (халатность). 6 октября 2000 года, через трое суток после прекращения уголовного дела против командующего Казанцева, генерал-майор Черкашенко попал под амнистию, объявленную Государственной Думой к 55-летию Великой Победы, и в связи с этим не понёс реального наказания. Генерал-полковник Казанцев ни в чём себя виновным не признал. Ответственности за гибель отряда никто не понёс.
По мнению Анны Политковской, «Черкашенко выполнял серьёзное государственное задание. Он брал на себя вину, отмывая командующего. Скандала в виде „осуждённого командующего“ в самом начале войны быть просто не могло.»

Анна Политковская: 
«Уголовное дело вела военная прокуратура СКВО, фактически подчинённая, согласно уродливой нашей правоохранительной системе, командующему своего округа (чинопродвижением, жильём, льготами и т. д.), в данном случае Казанцеву, и, значит, штампующая его представления о том, что случилось.»
27 февраля 2002 года Фонд «Право Матери» выиграл поданный от имени Н. Н. Власова иск о компенсации морального вреда, нанесённого гибелью сына, на сумму 500 тысяч рублей. 15 января 2009 года Ханты-Мансийский районный суд Ханты-Мансийского автономного округа-Югры удовлетворил исковые требования Фонда «Право Матери», заявленные в интересах матери погибшего Антона Тихона на сумму 1 миллион рублей.

### Роль командующего В. Г. Казанцева в гибели 15-го ОСН ВВ МВД
В своей книге «Моя война. Чеченский дневник окопного генерала» генерал-полковник Г. Н. Трошев считает именно В. Г. Казанцева виновным в случившемся:
«Когда боевики из Чечни прорвались на Новолакском направлении, в один из моментов Казанцев проявил нетерпение. Было это в день, когда „федералы“ атаковали высоту с ретранслятором. Командующий торопил, гнал подразделения вперёд, не дождавшись поддержки авиации. В результате чёткого взаимодействия не получилось. Удар с воздуха чуть запоздал. Случай этот, правда, единичный, и Виктора Германовича трудно упрекнуть в каких-то других просчётах.»
```
Из материалов уголовного дела № 14/00/0018-99д:
```

«Фактически внутренние войска неорганизованно отступали. Ситуация была близка к критической. Казанцев принял решение убыть на передний край. Казанцев лично останавливал бегущие в беспорядке подразделения внутренних войск, лично уточнял им новую задачу, пытаясь направить остатки подразделений внутренних войск на блокирование боевиков…»

По мнению журналистки Анны Политковской, авиационный удар по 15-му ОСН был организован лично Казанцевым с целью скрыть следы собственной ошибки в планировании операции:
«Повторю: в этот момент оба „полководца“ (Казанцев и Горбенко) стоят на полевом наблюдательном пункте и видят собственными глазами, как отряд Яшина вырывается из окружения. За что наказывали армавирский спецназ днём 10 сентября? За то, что его же и подставили. Наказывали за себя и свой глупый план. Предложили лучше умереть героями (а они не поняли намека), чем выйти из окружения и стать свидетелями бездарности командующего.»
В апреле 2000 г. был отправлен в отставку командующий СКВО генерал-полковник В. Г. Казанцев, а с 2001 г. — в отставке командующий 4-й армией ВВС и ПВО генерал-лейтенант В. М. Горбенко.